# Encarnació Riera
Encarnació Riera (Banyoles, 11 de setembre de 1872 - Girona, 8 de setembre de 1948) va tenir una acadèmia de dibuix i pintura a Banyoles l'any 1898 i va ser vocal de la Junta de Defensa de l'Ensenyança Catòlica l'any 1913.

## Biografia
Nascuda al mas de ca n'Hort de Banyoles, l'11 de setembre de 1872 fou batejada el mateix dia a l'església parroquial de Santa Maria dels Turers amb els noms de Maria de l'Encarnació, Carolina i Teresa. Era filla del matrimoni format per Pere Riera Oriol i la besalunenca Carlota Ginjaume, pares d'altres sis fills, entre ells en Pere, casat amb la barcelonina Elena Simó Majà, en Joan, que fou sacerdot beneficiat de l'església de Sant Feliu de Girona i la Carme, una de les primeres pintores gironines.
Estudià magisteri, obtenint l'any 1894 el títol de professora a l'Escola Normal de Barcelona, el mateix any en què a Banyoles se l'esmenta per tenir una escola de dibuix i pintura al número 6 del carrer de Sant Martirià. Curiosament el propietari d'aquest edifici era Francesc d'Assís Dalmau, fundador del Col·legi de San Luis Gonzaga, una casa en la qual a partir de l'any 1903 impartirà classes un altre mestre, també de cognom Riera, però que no tindrà res a veure amb l'Encarnació.
Si tenim en compte el comentari de Miquel Rustullet en un article escrit a la Revista de Banyoles el març de 2014, la germana de l'Encarnació, la Carme, va obrir l'any 1898 una Acadèmia de dibuix i pintura a Girona a la «Plassa del Correu, número 9, botiga. Casa del Capellà de les Germanetes dels pobres», podria molt ben ser que en aquesta acadèmia de Banyoles, que va durar tot just un curs, haguessin estat les dues germanes.
I el motiu de tan curta durada no és un altre que, el 20 de maig de 1895, el mateix any en què era nomenada per ser una de les representants de les joves solteres del Terme a les 40 Hores, l'Encarnació es va casar, en un acte celebrat pel seu germà Joan a l'església parroquial de Banyoles, amb el comerciant gironí Prudenci Xifra Antiga, un catalanista que va exercir diferents càrrecs dins del Centre Catalanista de Girona, i va formar part de les llistes de La Lliga de l'any 1901 i va donar suport a la candidatura d'Unió Catalanista de Joan Casas Arxer de l'any 1903. Però no va ser el fet de contraure matrimoni el que la va apartar de les aules banyolines, sinó que ho fou el fet d'anar a viure a Girona, on el seu marit tenia un negoci a la carretera de Santa Eugènia —amb botiga i magatzem de grans—, amb la que es guanyava molt bé la vida.
Una mostra d'aquest nivell econòmic fou la casa que es va fer construir l'any 1905, al número 7 de la ronda Ferran Puig, ideada per l'arquitecte Martí Sureda Vila, que fou l'arquitecte municipal de Girona entre 1890 i 1920, ciutat en la qual va gaudir d'un gran prestigi.
L'Encarnació va romandre casada amb en Prudenci al llarg de catorze anys, fins al mes de març de l'any 1909 quan es va quedar vídua. D'aquesta unió varen néixer set fills: Concepció, Josep (fundador de l'empresa José Xifra Riera), Ramon, Mercè, Conxita, Lluís i Narcís (que fou monjo a Montserrat amb el nom de Marcel).
Va ser una dona molt religiosa i pertanyia a diverses entitats religioses gironines, entre d'elles la Junta de Defensa de l'Ensenyança Catòlica, entitat de la qual l'any 1913 n'era vocal. Va morir a la ciutat de l'Onyar, el 8 de setembre de 1948.